# The Suicide Pact (film 1913)
The Suicide Pact è un cortometraggio muto del 1913 diretto da Frank Powell.

## Produzione
Il film fu prodotto dalla Biograph Company.

## Distribuzione
Distribuito dalla General Film Company, il film - un cortometraggio di 150 metri - uscì nelle sale cinematografiche USA il 27 dicembre 1913. Nelle proiezioni, veniva programmato con il sistema dello split reel, accorpato in un'unica bobina con un altro cortometraggio prodotto dalla Biograph, la commedia The Club Cure.
Non si conoscono copie ancora esistenti della pellicola che viene considerata presumibilmente perduta.